# Sán cá
Sán cá (Danh pháp khoa học: Diphyllobothrium) là một chi sán ký sinh trùng đường ruột khá phổ biến. Trên thế giới khoảng 20 triệu người mắc bệnh sán dải cá. Sán dải cá gặp ở các quốc gia thuộc châu Âu, châu Á và châu Mỹ. 

## Đặc điểm
Chúng là một trong những loại sán ký sinh (sán lải) dài nhất, từ 3 tới 10 m. Trong nước ngọt, trứng sán từ phân người nở ra ấu trùng và làm mồi ăn cho tôm tép. Cá lại ăn tôm tép và ấu trùng trưởng thành sán cá. Sán cá có ở khắp nơi nhất là những vùng nước cống rãnh ô nhiễm. Người mắc bệnh khi ăn cá sống có nhiễm sán. 

## Ký sinh
Khi người (hoặc chó, mèo, chồn) ăn cá có ấu trùng plerocecoid; vào ruột non ấu trùng bám vào thành ruột bằng hai rãnh hút, hấp thụ các chất dinh dưỡng qua thẩm thấu đặc biệt sán hấp thụ sinh tố B12 rất nhiều nên bệnh nhân có hội chứng thiếu máu, đây là trạng thái thiếu máu do thiếu hụt B12, kiểu Biermer có hồng cầu to, non. Trong ruột, sán sẽ hút sinh tố B12 và gây ra bệnh thiếu hồng huyết cầu. Bệnh nhân cũng hay buồn nôn, tiêu chảy. Để phòng ngừa bệnh, cần nấu chín cá trước khi ăn. Triệu chứng rõ ràng khi nhiễm nhiều sán. Triệu chứng thường đau bụng, chán ăn, sụt cân